# Monkey Magic
「Monkey Magic」（モンキー・マジック）は、ゴダイゴの楽曲。奈良橋陽子が作詞、タケカワユキヒデが作曲を手掛けた。グループの8枚目のシングルとして1978年12月25日に日本コロムビアから発売された。

## 概要
作詞は奈良橋陽子、作曲はタケカワユキヒデ。日本テレビ系ドラマ『西遊記』『西遊記II』のオープニング・テーマとして使用。なお、歌詞は当時の日本の楽曲では珍しく全編英語である。
当シングルは、アルバム『西遊記 (MAGIC MONKEY)』のからのシングルカット。ただし、「MONKEY MAGIC」は、アルバムでは「THE BIRTH OF THE ODYSSEY」（作曲：ミッキー吉野）というインストゥルメンタル曲と合わせて1トラックとなった「THE BIRTH OF THE ODYSSEY〜MONKEY MAGIC」として収録されているが、当シングルでは「THE BIRTH OF THE ODYSSEY」は切り離され、「MONKEY MAGIC」のみが収録されている。そのため、「MONKEY MAGIC」をシングルバージョン、「THE BIRTH OF THE ODYSSEY〜MONKEY MAGIC」をアルバムバージョンと称すこともある。
歌詞の内容は、一匹の猿 (monkey) が仙術（魔法＝magic）で好き勝手なことをして、天の怒りに触れて罰せられるが、優しい僧侶に救われて西方への旅が始まるという『西遊記』の内容そのものである。
本作も前作「ガンダーラ」同様オリコンでは2位止まりであった。しかし、8週間にわたって「ガンダーラ」とともにBEST10に同時にランクされ、特に2/12付～19付は同時TOP3チャートインの記録を打ち立てるなどして、結果的にヒットとなった。
- 冒頭で「アチョー!」と叫んでいるのは、ベースのスティーヴ・フォックスで、これは彼のアドリブである[3]。ライブなどではドラムのトミー・スナイダーが担当している。
- 2014年に放送されたE12型日産・ノートの『西遊記』風CMでもこの曲のカバーが使用されており、二宮和也扮する孫悟空の乗る觔斗雲がクルマに変身するという演出がなされている。
- 2024年に放映されたトヨタ・ヤリス(ヤリスクロス/GRヤリスと合同)のCMにおいて、tofubeats×UA、石野卓球、PUNPEEがカバーしたものをつなぎ合わせたものが使用されている。

## 収録曲

### 日本版
1. モンキー・マジック（MONKEY MAGIC）-　3:52
2. ア・フール（A FOOL）-　3:22

### イギリス版
1980年にゴダイゴがイギリスで発売したシングル。日本で発売されたシングルとは異なる。規格番号はRESL-81。
1. MONKEY MAGIC
2. GANDHARA
  - 1番が日本語で2番以降が英語という変則的な内容である。
3. THANK YOU, BABY
  - 日本でこの曲が聞けるのは、アルバム「西遊記(MAGIC MONKEY)」のみである。

### オーストラリア版
1984年にゴダイゴがオーストラリアで発売したシングル。こちらも日本で発売されたシングルとは異なる。収録されている曲は、全て英語詞である。
1. THE BIRTH OF THE ODYSSEY ~MONKEY MAGIC
  - TVドラマ「西遊記」の天地創造から孫悟空誕生までに使用された曲のあとに「MONKEY MAGIC」に入る。
2. GANDHARA

## アルバム・バージョン
「MONKEY MAGIC」のアルバム・バージョンである、「THE BIRTH OF THE ODYSSEY ~ MONKEY MAGIC」が収録されている音源を記す。
- 『西遊記 (MAGIC MONKEY)』 1978年10月25日発売。
- 『W deluxe』　1987年5月21日発売。
- 『GODIEGO NEW MUSIC BEST CHOICE Vol.8』　1988年11月21日発売。
- 『GODIEGO SUPER TWIN DX』　1990年12月1日発売。
- 『青春歌年鑑』 （コンピレーション・アルバム）

## カバー
他アーティストによるカバー（関連者によるセルフカバー含む）を記載する。なお、特記事項のない限り、「MONKEY MAGIC」のみをカバーしたことを記載する。
- 1979年
  - 21st CENTURY BANDによって、『ポップス・イン・シンセサイザ』の収録曲としてカバーされた。
  - セクシー・ジャムによって、『最新歌謡ヒット！ DISCO SOUND』の収録曲としてカバーされた。
  - コロムビア・オーケストラによって、『ビューティフル・ネーム/モンキー・マジック』の収録曲としてカバーされた。
  - 6月、寺内タケシによって、『歌の無い歌謡曲-DISCO VARIETY-』の収録曲としてカバーされた。
  - 9月、ポール・モーリアによって、『愛のメッセージ』の収録曲としてカバーされた。
  - 12月、クリスタル・サウンズによって、『カラオケ・ヤング・パーティ』の収録曲としてカバーされた。ガンダーラとのカップリングでシングルカットもされている。
- 1984年
  - 張武孝（香港）によって、『大AL張武孝』の収録曲として「馬騮精」の題名で広東語でカバーされた。
- 1990年
  - スチャダラパーによって、『スチャダラ大作戦』の収録曲「スチャダラパーのテーマPT.2」にサンプリングにこの曲が使われている。
- 1991年
  - 12月1日、HIP POP GIRLSによって、『いなせなPOPIN' POPS』メドレー中の1曲としてカバーされた。
  - 12月5日、寺尾友美によって、『GIGGLES』の収録曲としてカバーされた。
- 1992年
  - イギリスのバンド、Shaftによってカバーされた。HPで公開されていた。
- 1994年
  - 12月1日、CHRISSY D & LT.STITCHIEによって、『REGGAE HIT PARADE VOL.2』の収録曲としてカバーされた。
- 1995年
  - 3月21日、映画『天使のウィンク』の挿入歌として忍者によって、日本語でカバーされた。ラップが追加されている。⇒モンキー・マジック (忍者の曲)
  - 5月21日、CHRISSY D & LT.STITCHIEによって、『SWEET REGGAE MUSIC』の収録曲としてカバーされた。『REGGAE HIT PARADE VOL.2』収録分とは、微妙にミックスが異なる。
- 1996年
  - 4月1日、李博士（イ・パクサ）によって『ポンチャック大百科』収録のメドレー中の1曲としてカバーされた。以後、代表曲のひとつとして歌われ、2012年に配信されたデジタルシングル『イ・パクサ～リアル・ポンチャッカー』ではレゲエバージョンとしてもリミックスされた。
- 1997年
  - 1月29日、VOICE OF JAPANによって、『VOJA』の収録曲としてカバーされた。
  - LUCKY 15によって、『COLOUR CODE WHITE』の収録曲としてカバーされた。
  - 10月7日、Something ELseによって、『風と行きたかった』のカップリングとしてカバーされた。
- 1998年
  - 10月28日、槙原敬之によって、『Listen To The Music』の収録曲としてカバーされた。
- 1999年
  - 6月21日、タケカワユキヒデによって、12インチシングル『MONKEY MAGIC 1999 for DJ』の収録曲としてセルフカバーされた。6月28日発売のCD『MONKEY MAGIC 1999』とそのPR盤、7月29日発売のCD『MAGICAL MONKEY GROOVE』とそのPR盤、の5種類の音源を併せ、9つのヴァージョンが収録されている。
  - 12月16日、SOKOによって、『SUPER DANCE FREAK VOL.69』の収録曲としてカバーされた。
- 2001年
  - 6月29日、RMRによって、『MONKEY RMR』の収録曲としてカバーされた。
  - 9月29日、GARY ADKINSによって、ゲーム・ソフト『GUITARFREAKS 5thMIX』『drummania 4thMIX』および『KEYBOARDMANIA 3rdMIX』の収録曲としてカバーされた。音源はCD『GUITAR FREAKS 5th MIX & drummania 4rdMIX Soundtracks』に収録。
- 2002年
  - 5月27日、椎名純平によって、『discover』の収録曲としてカバーされた。
- 2003年
  - 8月17日、MEGによって、『HERITAGE』の収録曲としてカバーされた。
  - マユラムによってカバーされた。HPで公開されていた。
  - 6月2日、ROB COHENによってカバーされた。HPで公開されていた。
  - Burly Chassisによってカバーされた。HPで公開されていた。
  - SNOWPONYによって、『A FISTFUL OF SEAHORSES』の収録曲としてカバーされた。
  - Terra Diabloによってカバーされた。HPで公開されていた。
  - Grebeauによってカバーされた。HPで公開されていた。
  - （実際には、2004年）に天才てれびくんMAX（NHK教育）で、A.T.7（エー・ティー・セブン）（岩井七世、川﨑樹音、俵小百合、ド・ランクザン望、張沢紫星、ブライアン・ウォルターズ、八木俊彦）が日本語の歌詞（訳詞はタケカワユキヒデ（但し後半の歌詞は英語））でカバーし歌った。（後に、『NHK天才てれびくんMAX MTK THE 8TH』というCDに収録された。）
  - 8月17日、タケカワユキヒデによってライブ『アニメジャパンフェス2003』にてセルフカバーされ、同年12月1日に同名のライブアルバム『アニメジャパンフェス2003』に収録された。タケカワは他にも同じくゴダイゴの楽曲である『銀河鉄道999（THE GALAXY EXPRESS 999）』もセルフカバーしている。
- 2004年
  - 3月3日、FULL OF HARMONYによって、『EXCLUSIVE』のカップリング曲として「MONKEY MAGIC〜三蔵FOH師の巻〜」のタイトルでカバーされた。
  - 3月17日、TROUBLE TRIBE JAPANによって、『TTJ』の収録曲としてカバーされた。
  - 4月14日、ダンス☆マンによって、『FUNKCOVERLIC』の収録曲としてカバーされた。
  - 6月9日、ORANGE RANGEによって、『ロコローション』のカップリング曲としてカバーされた。後半の歌詞は省略されている。
  - 7月1日、ゲーム・ソフト『ドンキーコンガ2 ヒットソングパレード』の収録曲としてカバーされた。
  - 11月28日、フジファブリックによってカバーされた。HPで公開されていた。
  - 山崎まさよしによってカバーされた。着うたとして配信されていた。
  - 埼玉県警察音楽隊によって、『彩の国まごころ国体 式典音楽使用曲集』の収録曲としてカバーされた。
- 2005年
  - 9月21日、THE GOOD-BYEの野村義男、元C-C-Bの渡辺英樹、元・JUDY AND MARYの五十嵐公太、元・PINK SAPPHIREのTAKAのユニット、三喜屋・野村モーター'S BANDによって、『WORKS』の収録曲としてカバーされた。
  - 10月21日、ANIMETALによって、『ANIMETAL MARATHON VII 戦えメタル・ヒーロー』の収録曲としてカバーされた。
  - 12月14日、SKEEWIFFによって、『NU-DIRECTIONS』の収録曲としてカバーされた。
- 2006年
  - 5月17日、ゴダイゴが「MONKEY MAGIC 2006」としてセルフカバーした。また歌詞が一部変更（「There'll be fireworks tonight」→「You'll see fireworks tonight」）されている（変更の作詞も奈良橋陽子）。ただしオリジナル版でも実際には「You'll see...」と歌われており、歌詞カードを追認的に合わせたとも言える。
  - 6月14日、L.O.T.U.S.によって、『FORKROLE』の収録曲としてカバーされた。
  - 8月18日、TAKA KAWASHIMAによって、『80 Dramatic Smooth Jazz Selection』の収録曲としてカバーされた。
- 2007年
  - 2月7日、AAAによって、『CCC-CHALLENGE COVER COLLECTION-』の収録曲としてカバーされた。
  - 3月21日、アヤカ（ココナッツ娘。） with たいせい(シャ乱Q)によって、『歌ドキッ! POP CLASSICS Vol. 1』の収録曲としてカバーされた。
  - 3月21日、東京吹奏楽団によって、『ヒットマーチ&ダンス!2007』の収録曲としてカバーされた。4月25日発売の『ヒットヒットマーチ101大全集』にも収録されている。
  - 5月17日、ゲーム・ソフト『燃えろ!熱血リズム魂 押忍!闘え!応援団2』の収録曲としてカバーされた。
  - 6月27日、MONKEY MAJIKによって、『MONKEY MAJIK×MONKEY MAGIC』の収録曲としてカバーされた。
  - 7月11日、泉こなた（平野綾）によって、『らき☆すた エンディングテーマ集 〜ある日のカラオケボックス〜』の収録曲としてアルバム・バージョンがカバーされた。
  - 7月16日、カルロスODAによって、『GODIEGO PROJECT 』の1曲としてカバーされた。HPで公開された。
- 2008年
  - 1月27日、SATEによって、『VISA』の収録曲としてカバーされた。
  - 2月1日、BGManによって、『J-POP HITS 1970s Vol.8』の収録曲としてカバーされた。itunes Storeで配信販売されている。
  - 3月25日、Kennoa and The Loopersによって、『私の考えるジャズ』の収録曲としてカバーされた。
  - 6月18日、コナミデジタルエンタテインメントのマスメダルプッシャーゲーム『スピンフィーバー』のフィーバーゲーム中楽曲としてカバーされた。
- 2009年
  - 1月6日、カルロスODAによって『GODIEGO PROJECT (2009)』の1曲としてカバーされた。HPで公開された。
  - 11月25日、Cobra Starshipによって『ホット・メス』の日本盤ボーナストラックとしてカバーされた。
- 2011年
  - 12月14日、MONKEY MAJIKのカバーが『Happy Holidays! ～CITY POPS COVERS～』の12曲目に収録された。
- 2012年
  - 11月28日、テレビアニメ『えびてん 公立海老栖川高校天悶部』第9話のエンディングテーマとして戸田山泉子（野水伊織）がカバー。
- 2014年
  - 4月9日、GILLEによってアルバム『I AM GILLE. 3 〜70's & 80's J-POP〜』の収録曲として全英語歌詞そのままでカバー。ミッキー吉野も参加。
  - 先述の通りアレンジ版が日産・ノートのCM(西遊記をイメージした内容)に使用された。
- 2020年
  - 9月9日、マハラージャンによってアルバム『いいことがしたい / ちがう』の11曲目に収録された。